# Kesslers Gründling
Kesslers Gründling (Romanogobio kesslerii) ist ein kleiner Süßwasserfisch aus der Familie der Gründlingsverwandten (Gobionidae) der in Osteuropa im Stromgebiet des Dnister, der unteren und mittleren Donau und der oberen Weichsel vorkommt.

## Merkmale
Kesslers Gründling wird etwa 10 bis 12, maximal bis 15 cm lang. Die Körperhöhe beträgt 14 bis 21 % der Standardlänge. Wie alle Gründlinge besitzt er einen langgestreckten Körper, der von relativ großen Schuppen bedeckt ist. Der Kopf ist lang, die Schnauze spitz, das Maul unterständig. Am hinteren Oberkiefer befindet sich eine lange Bartel, die zurückgelegt bis zum Hinterrand der Augen reicht. Die Schlundzähne stehen in zwei Reihen: innere Reihe 5 Zähne, äußere Reihe 3, seltener 2 Zähne (Schlundzahnformel: ((2)3.5-5.3(2))). Der Augendurchmesser beträgt 20 bis 28 % der Kopflänge. Der Rücken ist schwärzlichgrau gefärbt, die Körperseiten hell mit einigen großen, undeutlichen Flecken entlang der Seitenlinie und der Bauch weißlich. Auf Rücken- und Schwanzflosse finden sich eine bis drei Reihen kleiner dunkler Punkte.
- Flossenformel: Dorsale iii/8½, Anale ii/6½.
- Schuppenformel: SL 40-43/3-4/12

## Lebensweise
Kesslers Gründling bewohnt schnell fließende Flüsse und Bäche (Äschen- und Forellenregion) mit sandigem Untergrund, ist gesellig und tagaktiv. Er ernährt sich von verschiedenen bodenbewohnenden und treibenden Wirbellosen (Würmer, Insektenlarven, Krebstiere) und Algen. Die Laichzeit dauert von April bis Juni. Männchen bekommen einen schwachen Laichausschlag. Die Eier werden in flachem, strömendem Wasser zwischen Steinen oder Pflanzen abgelegt. Gegenüber verschmutztem Wasser ist er sehr empfindlich.

## Systematik
Kesslers Gründling gehört innerhalb der Karpfenfische in die Unterfamilie der Gründlingsverwandten (Gobioninae) und in die Gattung Romanogobio, zu der osteuropäische und asiatische Gründlingsarten gehören. Eine in rumänischen Gewässern vorkommende Gründlingspopulation, die früher als Unterart R. k. banaticus klassifiziert wurde, gilt heute als eigene Art (Romanogobio banaticus).